# Aria variata alla maniera italiana
Aria variata alla maniera italiana a moll (BWV 989) je skladba Johanna Sebastiana Bacha. Byla zkomponována kolem roku 1709 nebo 1714. Skládá se z tématu a deseti variací, z nichž je každá tvořena dvěma částmi s repeticí.